# Szczecyn (Natura 2000)
Szczecyn (PLH060083) – specjalny obszar ochrony siedlisk położony na wschód i południowy wschód od Gościeradowa, składający się z czterech leśnych enklaw o łącznej powierzchni 932,52 ha. Leży na terenie gminy Gościeradów w powiecie kraśnickim (województwo lubelskie) oraz gminy Zaklików w powiecie stalowowolskim (województwo podkarpackie).
Występują tu m.in. dwa siedliska z załącznika I dyrektywy siedliskowej:
- grąd Tilio-Carpinetum z rzadkimi gatunkami, takimi jak groszek wschodniokarpacki Lathyrus laevigatus, miodownik melisowaty Melittis melissophyllum, pluskwica europejska Cimicifuga europaea, powojnik prosty Clematis recta, naparstnica zwyczajna Digitalis grandiflora i buławnik czerwony Cephalanthera rubra
- ciepłolubna dąbrowa

Występuje tu pachnica dębowa Osmoderma eremita – gatunek chrząszcza z załącznika II dyrektywy siedliskowej.
Prawie 39% powierzchni obszaru zajmują dwa rezerwaty przyrody: Doły Szczeckie i Marynopole.